# Goffredo Parise
Goffredo Parise (ur. 8 grudnia 1929 w Vicenzy, zm. 31 sierpnia 1986 w Treviso) – włoski pisarz, dziennikarz i autor scenariuszy filmowych.
Był nieślubnym dzieckiem Wandy Bertoli, która w 1937 roku wyszła za mąż za Osvaldo Parise, dyrektora lokalnej gazety, którego nazwisko przyjął później Goffredo. W 1947 roku rodzina wyprowadziła się do Wenecji. Tam ukazały się dwie pierwsze powieści Goffredo Parise Il ragazzo morto e le comete (1951) oraz La grande vacanza (1953). Kolejna Il prete bello ukazała się w 1954 roku, po przeprowadzce pisarza do Mediolanu. Jako dziennikarz współpracował z lokalnymi dziennikami z Bolzano i Werony, a od 1955 z Corriere della Sera.
Za opublikowaną w 1965 roku powieść Pryncypał (Padrone) otrzymał nagrodę Premio Viareggio, a za Sillabario II (1982) – Nagrodę Stregi.
W latach 60. XX wieku zaczął tworzyć scenariusze filmowe. Współpracował z reżyserem Mauro Bolognini przy scenariuszach do filmów Agostino (na podstawie powieści Alberto Moravii) oraz Senilità (1962, na podstawie powieści Italo Svevo). Był też autorem koncepcji filmu Ape Regina w reżyserii Marco Ferreriego, a także autorem scenariusza do jednej z nowel wchodzących w skład filmu Boccaccio ’70.
W 1957 roku ożenił się z Marią Costanzą Speroni, świadkiem na ślubie był pisarz Giovanni Comisso. Rozwiedli się w 1963 roku.

## Wybrana twórczość
- Il ragazzo morto e le comete (1951)
- La grande vacanza (1953)
- Il prete bello (1954)
- Il Du monde entier (1956)
- Il fidanzamento (1956)
- Atti impuri (1959)
- Pryncypał (Padrone, 1965, tł na j. polski Aleksander Konicki)
- L’assoluto naturale (1967)
- Il crematorio di Vienna (1969)
- Sillabario I (1972)
- Guerre politiche. Vietnam, Biafra, Laos, Cile (1976)
- Sillabario II (1982)
- Arsenico (1986)
- L’odore del sangue (1997)